# Thomas Cavalier-Smith
Thomas Cavalier-Smith   (Londres, 21 d'octubre de 1942 - 19 de març de 2021) fou un professor de biologia evolutiva del departament de zoologia de la Universitat d'Oxford. Va guanyar el Premi Internacional de Biologia (un premi de 10 milions de iens) el 2004.
Cavalier-Smith va publicar extensament sobre la classificació dels protists. Una de les majors contribucions a la biologia va ser la seva proposta d'un sisè regne de la vida: els cromistes, tot i que l'existència d'aquest grup encara està en un debat obert. També proposà que tots els cromistes i alveolats comparteixen el mateix antecessor comú, una proclama que més tard ha rebut el suport dels estudis d'evidència morfològica i molecular per altres laboratoris. Aquest grup el va anomenar cromalveolats. També fou qui va proposar i anomenar diversos altres tàxons de rang elevat com els opistoconts (1987), rizaris (2002) o excavats (2002). Juntament amb els cromalveolats, els amebozous (va esmenar-ne la descripció el 1998) i els arcaeplàstids (que els va anomenar Plantae fins al 1981) els sis formen la base de la taxonomia actual dels eucariotes. El professor Cavalier-Smith també va publicar sobre l'origen de diversos orgànuls cel·lulars (incloent-hi el nucli, els mitocondris), l'evolució de la mida del genoma i l'endosimbiosi.
Posteriorment va publicar un estudi en el qual cita la parafília dels bacteris, l'origen dels neomurs partir de bacteris grampositius i taxonomia dels procariotes.